# Alandski otoki
Alandski otoki (finsko Åland, švedsko: [ˈǒːland] ()) je avtonomna in demilitarizirana regija Finske. Z avtonomijo, ki jo je leta 1920 pridobila Liga narodov, je najmanjša regija na Finskem tako po površini (1580 km²) kot po številu prebivalcev (30.129), kar predstavlja 0,51 % finske površine in 0,54 % njenega prebivalstva. Njihov edini uradni jezik je švedščina, glavno mesto pa Mariehamn.
Åland je v finskem arhipelagu, imenovanem Alandski otoki, na vhodu v Botniški zaliv v Baltskem morju. Obsega Fasta Åland, na katerem živi 90 % prebivalstva in približno 6500 Skerries in otokov na njegovem vzhodu, od katerih je približno 60–80 naseljenih. Fasta Åland je od obale Roslagen na Švedskem ločen z 38 kilometri odprte vode proti zahodu. Na vzhodu arhipelag Åland meji na finski arhipelag. Edina kopenska meja Ålanda je na nenaseljenem bregu Märket, ki si ga deli s Švedsko. Od Mariehamna je trajektna razdalja približno 160 kilometrov do Turkuja, obalnega mesta celinske Finske in tudi do Stockholma, glavnega mesta Švedske.
Avtonomni status Alandskih otokov pomeni, da pokrajinska pooblastila, ki jih običajno izvajajo predstavniki osrednje finske vlade, v veliki meri izvaja lastna vlada. Trenutni demilitarizirani, nevtralni položaj Alandskih otokov izvira iz Pariške mirovne pogodbe po Alandski vojni v 1850-ih.

## Avtonomija
Avtonomni status Alandskih otokov je bil potrjen z odločitvijo Društva narodov leta 1921 po sporu glede Alandskih otokov. Ponovno je bil potrjen v pogodbi o sprejemu Finske v Evropsko unijo. Po zakonu je Åland politično nevtralen in popolnoma demilitariziran, prebivalci pa so izvzeti iz vpoklica v finske obrambne sile. Finski parlament je Ålandu podelil obsežno avtonomijo v Zakonu o avtonomiji Ålanda iz leta 1920, ki je bil kasneje nadomeščen z novo istoimensko zakonodajo v letih 1951 in 1991. Finska ustava opredeljuje 'ustavo Ålanda' s sklicevanjem na k temu dejanju. S tem dejanjem Åland ostaja izključno švedsko govoreč.
Čeprav je bil 16. oktobra 1994 v celinski Finski izveden referendum o pridružitvi Evropski uniji, so Alandski otoki 20. novembra izvedli ločeno glasovanje, saj so bili ločena carinska jurisdikcija. Članstvo v EU je podprlo 73,64 % volivcev. V zvezi s sprejemom Finske v Evropsko unijo je bil podpisan protokol o Alandskih otokih, ki med drugim določa, da določbe Pogodbe o ustanovitvi Evropske skupnosti ne smejo zahtevati spremembe obstoječih omejitev za tujce (tj. osebe, ki ne uživajo »pravice domače regije«—hembygdsrätt—v Ålandu«) pridobiti in posedovati nepremičnino ali zagotoviti določene storitve.

## Zgodovina
Pripadniki neolitske čašaste keramične kulture so začeli poseljevati otočje pred približno 7000 leti, potem ko so se otoki začeli ponovno pojavljati iz morja, potem ko jih je navzdol potisnila teža celinskega ledu zadnje ledene dobe. Na Ålandu sta se srečali dve neolitski kulturi: kultura grebenaste keramike in kasnejša kultura čašaste keramike, ki se je razširila z zahoda.
Kamenodobni in bronastodobni ljudje so si hrano pridobivali z lovom na tjulnje in ptice, ribolovom in nabiranjem rastlin. Zgodaj so se začeli ukvarjati tudi s kmetijstvom. Iz železne dobe ima Åland šest gradišč. Iz vikinške dobe je več kot 380 dokumentiranih grobišč.
Gradnja gradu Kastelholm se je začela v 1380-ih. Leta 1505 ga je zajel danski mornariški častnik Soren Norby. V letih 1665 in 1668 so potekali kastelholmski čarovniški procesi.
Grb Ålanda naj bi leta 1560 prvotno prejela švedska otoška provinca Öland; oba sta bila pomotoma pomešana. Prikazuje zlatega rdečega jelena (ki ne živi v Ålandskih otokih) na modrem polju. To je tradicionalno nadgrajeno s komitalnim vencem starejšega švedskega stila.
Skupaj s Finsko so bili Alandski otoki del ozemlja, ki ga je Švedska prepustila Rusiji po pogodbi iz Fredrikshamna septembra 1809. Posledično so postali del novoustanovljenega Velikega vojvodstva Finske, ki je obstajalo do leta 1917. Med pogajanji Švedska ni uspela zagotoviti določbo, da otoki niso utrjeni.
Leta 1832 je Ruski imperij začel utrjevati otoke z veliko trdnjavo Bomarsund. Leta 1854 je v okviru kampanje na Baltiku med krimsko vojno proti Rusiji združena britanska in francoska sila vojaških ladij in marincev zajela in uničila trdnjavo med Alandsko vojno. Pariška pogodba iz leta 1856 je demilitarizirala celotno otočje Åland.
Med finsko državljansko vojno leta 1918 so švedske enote posredovale kot mirovne sile med ruskimi enotami, nameščenimi na otokih, ter 'belimi' in 'rdečimi' finskimi enotami, ki so prišle s Finske čez zamrznjeno morje. V nekaj tednih so se švedske čete umaknile nemškim četam, ki so zasedle Åland na zahtevo 'belega' (konservativnega) senata Finske. Edina izjemna bitka na Alandskih otokih med državljansko vojno je bila bitka pri Godbyju blizu vasi Godby v Finströmu.
Po letu 1917 so si prebivalci Ålanda prizadevali, da bi jih prepustili Švedski. Leta 1919 je 96,4 % volivcev na Alandskih otokih podpisalo peticijo za odcepitev od Finske in za integracijo s Švedsko, več kot 95 % pa jih je podprlo. Švedska nacionalistična čustva so se okrepila zlasti zaradi protišvedskih teženj na Finskem in zaradi finskega nacionalizma, ki ga je spodbujal boj Finske, da obdrži svoj položaj avtonomnega velikega vojvodstva zaradi začetka aktivne rusifikacije države. Konflikt med švedsko govorečo manjšino in finsko govorečo večino na finski celini, ki je bil pomemben v finski politiki od leta 1840, je prispeval k zaskrbljenosti prebivalcev Alandskih otokov glede prihodnosti znotraj Finske.
Finska pa je zavrnila odstop otokov in namesto tega Otočanom ponudila avtonomni status. Kljub temu prebivalci ponudbe niso odobrili in leta 1921 je spor o otokih šel pred novo ustanovljeno Ligo narodov. Slednja se je odločila, da mora Finska obdržati suverenost nad provinco, vendar naj Åland postane avtonomno ozemlje. Eden od pomembnih zagovornikov diplomatske rešitve primera je bil Nitobe Inazō, ki je bil eden od generalnih podsekretarjev Lige in direktor Oddelka za mednarodne biroje, zadolžen za Mednarodni odbor za intelektualno sodelovanje. Alandska konvencija z dne 20. oktobra 1921, ki so jo podpisale Švedska, Finska, Nemčija, Združeno kraljestvo, Francija, Italija, Danska, Poljska, Estonija in Latvija, je bila prvi mednarodni sporazum, ki ga je dosegla Liga. Tako je bila Finska dolžna prebivalcem Ålanda zagotoviti pravico do ohranitve švedskega jezika, pa tudi lastne kulture in lokalne tradicije. Konvencija iz leta 1921 je z mednarodno pogodbo določila nevtralni status Alandskih otokov in prepovedala namestitev vojaških objektov ali sil na otokih. Regionalna skupščina Ålanda se je 9. junija 1922 sestala na svojem prvem plenarnem zasedanju v Mariehamnu; danes se ta dan praznuje kot dan samouprave Ålanda.
Zaradi pogoja nevtralnosti po konvenciji iz leta 1921 so Otočani uživali varnost na morju med drugo svetovno vojno, saj je njihova trgovska flota plula tako za zavezniške države kot za nacistično Nemčijo. Posledično Alandski ladijski promet na splošno ni bil napaden, saj so različne vojaške sile le redko vedele, kateri tovor se prevaža ali komu.
Finska je obeležila 150. obletnico demilitarizacije Alandskih otokov z izdajo spominskega kovanca visoke vrednosti, spominskega kovanca ob 150. obletnici demilitarizacije Alandskih otokov v vrednosti 5 €, skovanega leta 2006. Na sprednji strani je upodobljen bor, ki je značilen za Alandske otoke. Na hrbtni strani sta krma in krmilo čolna, na krmilu pa golob, ki je simbol 150 let miru.

## Uprava
Državni sekretariat Åland predstavlja finsko centralno vlado in opravlja številne upravne naloge. Ima nekoliko drugačno funkcijo od drugih regionalnih upravnih agencij zaradi svoje avtonomije. Pred letom 2010 je za državno upravo skrbel državni provincialni urad Åland.
Åland ima lastno poštno upravo, vendar še vedno uporablja finski sistem petmestnih poštnih številk, ki uporablja obseg številk 22000–22999 s predpono AX. Najnižja poštna številka je za glavno mesto Mariehamn, AX 22100, najvišja AX 22950 pa za Jurmo.

## Geografija
Alandski otoki imajo položaj strateškega pomena, saj obvladuje enega od vhodov v pristanišče Stockholm, pa tudi pristope k Botniškemu zalivu, poleg tega, da je v bližini Finskega zaliva.
Otočje vključuje skoraj tristo naseljivih otokov, od katerih jih je približno 60–80 naseljenih; preostanek je le kakih 6200 čeri in pustih skal. Otočje je na vzhodu povezano z otočjem Åboland (finsko Turunmaan saaristo, švedsko Åbolands skärgård)—otočje, ki meji na jugozahodno obalo Finske. Skupaj tvorijo Arhipelaško morje. Na zahodu je Ålandsko morje.
Površje otokov je na splošno skalnato, prst pa tanka zaradi ledeniškega odstranjevanja ob koncu zadnje ledene dobe. Na otokih je tudi veliko travnikov, na katerih živi veliko različnih vrst žuželk, kot je metulj Glanvillova resarica (Melitaea cinxia).
Kopenska masa Alandskih otokov zavzema skupno površino 1527 kvadratnih kilometrov. 90 odstotkov prebivalstva živi na Fasta Ålandu, kjer je tudi glavno mesto Mariehamn. Fasta Åland je največji otok v arhipelagu. Njegovo površino je težko oceniti zaradi nepravilne oblike in obale, vendar se ocene gibljejo od 740 kvadratnih kilometrov do 879 kvadratnih kilometrov do več kot 1010 kvadratnih kilometrov, odvisno od tega, kaj je vključeno ali izključeno. Obstaja več pristanišč.
Med sporom o Alandskih otokih sta strani iskali podporo pri različnih zemljevidih tega območja. Na švedskem zemljevidu je prevladoval najgosteje poseljen glavni otok, številne čeri pa so bile izpuščene. Na finskem zemljevidu je veliko manjših otokov ali čeri iz tehničnih razlogov nekoliko pretirano. Na švedskem zemljevidu je bilo videti, da so otoki bližje celinskemu delu Švedske kot Finski; finski zemljevid je poudaril kontinuiteto arhipelaga med glavnim otokom in celinsko Finsko, medtem ko se je med otoki in arhipelagom na švedski strani pojavila večja vrzel. Ena od posledic je pogosto ponavljajoče se število »več kot 6000« čeri, ki je bilo pooblastilo zaradi izida arbitraže.
Številne živali, ki živijo na otokih, niso avtohtone. Živali, kot so losi in druge vrste jelenov, so bile uvedene v 20. stoletju.

### Narodnost in jezik
Večina prebivalcev govori švedščino (edini uradni jezik) kot svoj prvi jezik: 86 % leta 2021, manj kot 5 % pa jih je govorilo finsko. Učni jezik v javno financiranih šolah je švedščina. (V preostalem delu Finske dvojezične občine zagotavljajo šolanje v finščini in švedščini.)
Etnična pripadnost Alandcev in pravilna jezikovna klasifikacija njihovega jezika ostajata nekoliko občutljiva in sporna. Alandce lahko štejemo bodisi za etnične Švede bodisi za švedsko govoreče Fince, vendar je njihov jezik bližje narečju Uppländska na Švedskem kot finski švedščini.
Regionalno državljanstvo ali pravica do stalnega prebivališča (hembygdsrätt) je predpogoj za glasovanje, kandidiranje v zakonodajni skupščini ali lastništvo in posedovanje nepremičnin, ki so na nenačrtovanih območjih Alandskih otokov.
17,3 % Alandcev ima tuje poreklo, kar je največji delež v kateri koli regiji na Finskem. Večina jih je iz Švedske, 7 % Alandcev ima švedsko ozadje. Obstaja tudi precejšnja romunska in latvijska skupnost.

## Gospodarstvo
V gospodarstvu Alandskih otokov močno prevladujejo ladijski promet, trgovina in turizem. Ladijski promet predstavlja približno 40 % gospodarstva, z več mednarodnimi prevozniki v lasti in upravljanju iz Ålanda. Večina podjetij, razen ladijskih, je majhnih, z manj kot desetimi zaposlenimi. Kmetijstvo in ribištvo sta pomembna v kombinaciji s prehrambeno industrijo. Nekaj odmevnih tehnoloških podjetij prispeva k uspešnemu gospodarstvu. Vetrna energija se hitro razvija in želi v prihodnjih letih obrniti smer kablov na celino. Decembra 2011 je vetrna energija predstavljala 31,5 % celotne porabe električne energije na Alandskih otokih.
Glavna pristanišča so: zahodno pristanišče Mariehamn (južno), Berghamn (zahodno) in Långnäs na vzhodni obali glavnega otoka. Fasta Åland ima edine štiri ceste (Huvudväg) v Ålandu: Huvudväg 1 (od Mariehamna do Eckeröja), Huvudväg 2 (od Mariehamna do Sunda), Huvudväg 3 (od Mariehamna do Lumparlanda) in Huvudväg 4 (od Finströma do Geta).
Mariehamn je služil kot baza za zadnje velike komercialne jadrnice Oceanic na svetu. Njihove zadnje naloge so bile pripeljati avstralsko pšenico v Veliko Britanijo, s čimer se je ladjar Gustaf Erikson z Alandskih otokov ukvarjal do leta 1947. Ladje so nazadnje opravile samo eno povratno vožnjo iz Južne Avstralije v Britanijo na leto (žitna dirka), po vsakem maratonskem potovanju so se vračale v Mariehamn, da so za nekaj mesecev počivale. Ladja Pommern, danes muzej v Mariehamnu, je bila ena teh zadnjih ladij.
Zaradi ukinitve neobdavčene prodaje na trajektih, ki potujejo med destinacijami v Evropski uniji, je Finska zahtevala izjemo za Åland pri pravilih Evropske unije o davku na dodano vrednost. Izjema omogoča ohranitev neobdavčene prodaje na trajektih med Švedsko in Finsko (pod pogojem, da se ustavijo v Mariehamnu ali Långnäsu) in na letališču, vendar se je tudi Åland spremenil v drugo davčno cono, kar pomeni, da je treba za blago, pripeljano na otoke, zaračunati carino. Vsako leto dva milijona ljudi obišče Alandske otoke – vendar jih večina le za nekaj ur, preden se trajekt ponovno vrne, ali pa potniki prestopijo z ene ladje na drugo.
Brezposelnost je bila januarja 2014 3,9 %; stopnja zaposlenosti je bila leta 2011 79,8 %, leta 2021 pa 84,2 %.
Finska država pobira tudi davke, dajatve in pristojbine na Alandskih otokih. V zameno finska vlada daje vsoto denarja na razpolago parlamentu Alandskih otokov. Vsota je 0,5 % celotnega državnega prihodka, brez državnih posojil. Če znesek, izplačan finski državi, preseže 0,5 %, se kateri koli zgornji znesek vrne parlamentu Ålanda kot 'denar za skrbnost'. Leta 2010 je znesek davkov, ki so jih plačali prebivalci Alandskih otokov, znašal 0,7 % vseh davkov, plačanih na Finskem.
Evro je edino zakonito plačilno sredstvo (kot pri preostali Finski), čeprav večina podjetij v Ålandu neuradno sprejema švedsko krono. Po podatkih Eurostata je bil leta 2006 Åland 20. najbogatejša med 268 regijami EU in najbogatejša Finska z BDP na prebivalca, ki je bil 47 % nad povprečjem EU.ref>»Europe's Regions« (PDF). 20. avgust 2012. Arhivirano iz prvotnega dne 20. avgusta 2012. Pridobljeno 26. oktobra 2017.{{navedi splet}}:  Vzdrževanje CS1: bot: neznano stanje prvotnega URL-ja (povezava)</ref>
Bank of Åland ima sedež na otoku, vlada Ålanda pa ima v lasti Paf, operaterja iger na srečo s sedežem v Mariehamnu.
Pandemija COVID-19 je povzročila močnejše zmanjšanje skupnega obsega gospodarstva Ålanda kot v sosednji Švedski ali Finski. Od pandemije je gospodarstvo Ålandskih otokov na poti okrevanja.